# Зеленоярська сільська рада (Доманівський район)
Зеленоя́рська сільська́ ра́да — колишній орган місцевого самоврядування в Доманівському районі Миколаївської області. Адміністративний центр — село Зелений Яр.

## Загальні відомості
- Територія ради: 126,28 км²
- Населення ради: 2 058 осіб (станом на 2001 рік)
- Територією ради протікає річка Бакшала.

## Населені пункти
Сільській раді були підпорядковані населені пункти:
- с. Зелений Яр
- с. Богданівське
- с. Вікторівка
- с. Зелений Гай
- с. Коштове
- с. Новолікарське

## Склад ради
Рада складалася з 14 депутатів та голови.
- Голова ради: Пасніченко  Наталія  Іванівна

### Керівний склад попередніх скликань
Примітка: таблиця складена за даними сайту Верховної Ради України